# Стівен Сейлор
Стівен Сейлор (нар. 23 березня 1956 р.) — американський автор історичних романів.

## Біографія
Закінчив Техаський університет в Остіні, де вивчав історію та античну літературу. Сейлор працював головним редактором San Francisco Sentinel, потім літературним агентом, врешті перейшов до письменництва. Він написав два романи, дія яких відбувається в Техасі. Дія роману «Поворот у кінці» за участю О. Генрі відбувається в Остіні 1880-х років і базується на реальних серійних убивствах і судових процесах. Другий техаський роман «Ви бачили Світанок?» — це сучасний трилер, дія якого відбувається у вигаданому техаському містечку Аметист, що нагадує рідне місто Сейлора Голдвейті, штат Техас.
Найвідомішими творами Сейлора є його серія історичних детективів «Roma Sub Rosa», дія якої відбувається у Стародавньому Римі. Герой романів — детектив на ім'я Гордіан, який діяв за часів Сулли, Цицерона, Юлія Цезаря та Клеопатри. Окрім цієї серії кримінальних романів, Сейлор також написав три епічні історичні романи про місто Рим: «Рома», «Імперія» та «Домінуса».
Сейлор є також автором автобіографічних есеїв, які увійшли до трьох антологій гей-літератури під редакцією Джона Престона: «Рідне місто», «Член родини» та «Друзі та коханці», а до початку своєї кар'єри автора романів він публікував еротичну художню літературу про геїв під псевдонімом Аарон Тревіс.
З 1976 року Сейлор проживає разом з Річардом Соломоном; вони зареєструвалися як цивільні партнери в Сан-Франциско в 1991 році, а пізніше розірвали це партнерство, щоб офіційно одружитися в жовтні 2008 року. Пара розділяла свій час між помешканнями у Берклі, Каліфорнія, та Остіні, Техас.
Твори Сейлора були опубліковані в перекладі 21 мовою.

## Твори

### Серія «Roma Sub Rosa»
Перелічено в порядку публікації.
1. Roman Blood / «Римська кров» (1991), у якому Гордіана наймає великий оратор і адвокат Цицерон у 80 році до нашої ери. Як і кілька романів із серії, цей заснований на судовій промові Цицерона, в цьому випадку «На захист Секста Росція Америнського» (Pro Sexto Roscio Amerino).
2. Arms of Nemesis / «Зброя Немезиди» (1992), з головним героєм Крассом, дія відбувається під час повстання рабів Спартака в 72 році до нашої ери.
3. Catilina's Riddle / «Загадка Катіліни» (1993), за участю Цицерона та головного героя, Катіліни, дія відбувається під час його повстання в 63 році до нашої ери.
4. The Venus Throw / «Кидок Венери» (1995), де діє поет Катулл, дія відбувається під час суду над Марком Целієм у 56 році до нашої ери за вбивство Діона Александрійського.
5. A Murder on the Appian Way / «Вбивство на Аппієвій дорозі» (1996), дія відбувається безпосередньо перед громадянською війною між Цезарем і Помпеєм, зосереджена на вбивстві бунтівника Публія Клодія Пульхера на Аппієвій дорозі за межами Риму (52 р. до н. е.).
6. The House of the Vestals / «Будинок весталок» (1997) — збірка з дев'яти оповідань, дія яких відбувається між першим і другим романами, у період з 80 по 73 рік до нашої ери.
7. Rubicon / Рубікон (1999), де Цезар перетинає Рубікон, а члени Сенату тікають з Риму, що втягує римський світ у громадянську війну (49 р. до н. е.).
8. Last Seen in Massilia / «Останнє побачення в Массилії» (2000), дія відбувається в Массилії (нині Марсель) під час облоги міста військами Цезаря. (49 р. до н. е.)
9. A Mist of Prophecies / «Туман пророцтв» (2002), дія відбувається в Римі під час громадянської війни (48 р. до н. е.).
10. The Judgment of Caesar / «Суд Цезаря» (2004), дія відбувається в Єгипті, коли Цезар зустрівся з царицею Клеопатрою в 48 році до нашої ери.
11. A Gladiator Dies Only Once / «Гладіатор вмирає лише раз» (2005), ще одна збірка оповідань, дія яких відбувається між першим і другим романами. (77-73, 70 та 64 рр. до н. е.)
12. The Triumph of Caesar / «Тріумф Цезаря» (2008), дія відбувається в Римі під час тріумфальних святкувань Цезаря в 46 році до нашої ери.
13. The Seven Wonders / «Сім чудес» (2012), роман-приквел, що розповідає про подорож молодого Гордіана, до Семи чудес Стародавнього світу, починаючи з 92 року до нашої ери.
14. Raiders of the Nile / «Загарбники Нілу» (2014) — пряме продовження «Семи чудес» про подальші пригоди молодого Гордіана в Єгипті та змову з метою викрадення золотого саркофага Александра Македонського, дія роману відбувається у 88 році до нашої ери.
15. Ill Seen in Tyre / «Тьмяне видіння в Тирі» (2014) — твір у міжжанровій антології Rogues («Шахраї»), упорядкованій Джорджем Р. Р. Мартіном і Ґарднером Дозуа, дія якого відбувається 91 року до н. е., безпосередньо перед епілогом Семи чудес.
16. Wrath of the Furies / «Гнів фурій» (2015) — це пряме продовження фільму «Загарбники Нілу», де молодий Гордіан має інкогніто подорожувати до земель, якими правив Мітрідат VI, дія якого відбувається у 88 році до нашої ери.
17. The Throne of Caesar / «Трон Цезаря» (2018), дія відбувається в Римі під час вбивства Цезаря в березні 44 року до нашої ери.

### Серія «Рим»
1. «Roma: Роман Стародавнього Риму» (2007), тисячолітній роман про піднесення Стародавнього Риму від його першого поселення до вбивства Юлія Цезаря.
2. «Орел і кролик» (2013) — оповідання, дія якого відбувається у 146 році до нашої ери (увійшло до збірника «Майбутнє, теперішнє, минуле»)
3. «Імперія: Роман про імперський Рим» (2010) охоплює кілька поколінь, від кінця правління Августа в 14 році нашої ери до правління Адріана в 141 році нашої ери.
4. Домінус (липень 2021 р.) охоплює кілька поколінь з 165 по 325 рік нашої ери.

### Інші книги
- «Поворот у кінці» (британська назва: "Вшануй мертвих ") (2000), заснований на вбивствах служниць у 1880-х роках в Остіні, штат Техас, детально реконструює вбивства та подальші судові процеси, а вигадану роль грає молодий Вільям Сідні Портер (О. Генрі).
- «Ви бачили світанок?» (2003) — сучасний трилер, дія якого відбувається у маленькому містечку в Техасі.
- «Майбутнє, теперішнє, минуле» (2013) — збірка з трьох оповідань, дія яких відбувається в різні часові періоди.
- «Привид моєї матері» (2013) — збірка з трьох автобіографічних есеїв та оповідання.
- «Книжницький нахил» (2013) — збірка різноманітних есе та статей.

Еротична проза під псевдонімом Аарон Тревіс
Романи
- «Рабство імперії» (1985) — дія відбувається у Римі.
- Байки про плоть (1990)
- В'ючний звір (1993)
- Великі шишки (1993)
- У крові (1995)

Новели
- Синє світло (1980)
- Бейрут (2012)
- Терновий вінець (2012)
- Едем (2012)
- Кіп (2012)
- Військова дисципліна (2012)
- Короткий, розумний та гарячий (2012)
- Раб (2012)
- Дикий Захід (2013)

Збірки
- Викритий (1994)
- Командні жеребці (1997) (з Клеєм Колдуеллом)
- Кудзу та інші історії (2012)
- Сирий (2012)
- Реслінгові історії (2012)
- Без відтінків сірого (2012)